# Uebigau (Großenhain)
Uebigau ist ein Ortsteil der Stadt Großenhain. Es liegt am nördlichen Rand des Landkreises Meißen, nahe der Grenze zu Brandenburg.
Angelegt wurde Uebigau als Gassendorf mit Rundlingskern, vorherrschend sind Dreiseitenhöfe. Es liegt zwischen 108 und 141 m ü. NN.

## Geschichtliches
Das Dorf liegt auf dem Boden einer uralten Siedlung, die schon vor etwa 3000 Jahren bewohnt war. Davon zeugen Ausgrabungen, die Carl Findeisen in den 1920er Jahren vorgenommen hat. Er fand auf den Feldern der damaligen Bauern mehrere Urnen, in denen einzelne Gegenstände wie Pfeilspitzen, Ringe und Ähnliches gefunden wurden. Solche Utensilien gab man zu heidnischer Zeit den Toten mit in die Urnen, nachdem die Leichen mit Kiefernholz verbrannt worden waren. Um diese Urnen herum standen sogenannte „Tränennäpfchen“. Da kaum Schmuck gefunden wurde, kann man davon ausgehen, dass es sich um eine arme Siedlung handelte.
Im Jahr 1240 wurde Ubegowe das erste Mal urkundlich erwähnt. Der Name stammt aus dem Slawischen und bedeutet „Dorf eines Flüchtlings“. Der Markgraf Heinrich stellte dem Kloster Hain (heute Großenhain) eine Lehensurkunde aus.
In der südlichen Ortslage befinden sich die Reste einer Wasserburg. Sie soll schon aus der slawischen Zeit stammen. Sonst ist darüber wenig bekannt. Sie ist weitgehend eingeebnet, steht aber als Bodendenkmal unter Denkmalschutz.
Die Ruine einer alten Holländerwindmühle steht ebenfalls unter Denkmalschutz. Das Alter dieser Mühle lässt sich nicht genau feststellen. Man geht davon aus, dass sie so alt wie das Dorf selbst ist.
Während des Dreißigjährigen Krieges tobte die Pest auch in Uebigau. Insgesamt verzeichnete man zehn Pesttote. In den Jahren 1637 bis 1650 mussten die Uebigauer viel Leid erleben. Sie wurden beim Durchzug von Truppen immer wieder geplündert.
Zur Zeit von Johann Georg I. (Sachsen) wurden im Bachlauf der Elligast auch bei Uebigau die „Zabeltitzer Diamanten“ gefunden. Wenn sie geschliffen waren, wirkten sie wie Diamanten. Diese „Sächsischen Diamanten“ wurden u. a. dafür verwendet, das Zaumzeug von August dem Starken damit zu besetzen.
Die Einwohnerzahlen entwickelten sich relativ stabil.
| Jahr | Einwohner |
| ---- | --------- |
| 1823 | 150       |
| 1946 | 225       |
| 1981 | 186       |
| 1992 | 162       |
| 2012 | 155       |